# Кухня Приморских провинций
Кухня Приморских провинций (англ. Cuisine of the Maritimes, фр. Cuisine des Maritimes) состоит из кухонь канадских провинций Нью-Брансуик, Новая Шотландия и Острова Принца Эдуарда.

## История
История приморской кухни восходит к кулинарным традициям и обычаям, которые веками складывались в канадских провинциях Новая Шотландия, Нью-Брансуик и на Острове Принца Эдуарда. Приморье известно своими богатыми природными ресурсами, прибрежными и островными ландшафтами, а также уникальным сочетанием местных, французских, британских и ирландских культурных элементов. Эти факторы способствовали развитию разнообразной кухни, в которой морепродукты играют важную роль.
Основные эпохи приморской кухни:
- Ранняя местная кухня
- Французское и акадийское влияние
- Британское и ирландское влияние

### Ранняя местная кухня
До прибытия европейских поселенцев коренные жители Приморья, в том числе народов микмаки, малеситы и пассамакуодди, обеспечивали своё существование за счёт богатых ресурсов региона. Они охотились, ловили рыбу и собирали самые разнообразные продукты: рыбу, моллюсков, дичь, ягоды и коренья. Традиционные блюда местных жителей включали в себя такие ингредиенты, как кукуруза, бобы, тыква и семена подсолнечника. Для консервирования продуктов обычно использовались методы копчения, сушки и ферментации.

### Французское и акадийское влияние
Французы были первыми европейцами, поселившимися в Приморье, основав Порт-Ройял в 1605 году. Их кулинарное влияние всё ещё заметно сегодня, особенно в акадских общинах Нью-Брансуика и Новой Шотландии. Французские поселенцы привезли новые ингредиенты и методы приготовления, такие как использование молочных продуктов, выпечка и концепция «потофё» — блюда из мяса и овощей, приготовленного на медленном огне. В регионе по-прежнему популярны яблочный пирог, пирог с тёртым картофелем и мясом, а также путэн-рэпе — варёные картофельные клёцки со свининой.

### Британское и ирландское влияние
Британские и ирландские поселенцы, прибывшие в Приморье в XVIII и XIX веках, принесли с собой свои кулинарные традиции и такие ингредиенты, как картофель, капусту и овёс. Они также внедрили новые методы консервирования продуктов, маринование и консервирование. Эти поселенцы повлияли на развитие таких блюд, как рыба и брюи — фирменное блюдо Ньюфаундленда из солёной трески, чёрствого хлеба и жирной спинки, а также ирландское рагу — блюдо из мяса и овощей, популярное в Нью-Брансуике.

## Уникальные блюда и рецепты
Одним из уникальных акадийских блюд является путин-рапе — картофельные клёцки, которые обычно фаршируются солёной свининой и тушатся в течение трёх-четырёх часов. Обычно их подают как основное блюдо, но также часто подают в качестве десерта с коричневым сахаром, патокой или другим подсластителем.
Рэпе — это блюдо из птицы в Акадии. Морепродукты распространены в Приморье. Роллы с лобстерами широко распространены по всей провинции Нью-Брансуик и являются местным блюдом; их можно найти и в Соединённых Штатах Америки, особенно в штате Мэн, который граничит с провинцией Нью-Брансуик.
Распространённым блюдом среди жителей Приморья является дульсе; дульсе — это морская капуста определённого вида, произрастающая вдоль побережий Нью-Брансуика и Новой Шотландии. Некоторые приморцы едят сушёную дульсе, солёную закуску, похожую на картофельные чипсы. Популярный сэндвич с дульсе, листьями салата и помидорами — это блюдо, которое можно попробовать на Сент-Джонском городском рынке.
Картофель является одним из основных продуктов приморской кухни, его выращивают в Нью-Брансуике и на острове Принца Эдуарда. Запеканка из картофеля, сыра и сливок и картофельные оладьи, похожие на ирландский боксти, — очень популярное блюдо на завтрак.
Кленовый сахар популярен на территории Приморья во многих формах, от кленового сиропа (фр. sirop d'erable) до хрустящих леденцов в форме кленовых листьев, является отличительной сладостью в Восточной Канаде, где проводятся экскурсии по засахариванию (в том числе когда горячий сироп выливают на снег для кристаллизации). Это также важный продукт для экспорта.
Мороженое Moon Mist, ещё один популярный десерт, представляет собой эксклюзивное для этого региона сочетание вкусов банана, винограда и жевательной резинки.
Дикорастущая черника в изобилии растёт в Приморье. Из неё готовят акадийский десерт, который называется черничный коблер.
Ещё в первом десятилетии XX века жена Томаса Эшбернхема, 6-го графа Эшбернхема, была известной светской дамой Фредериктона. Её рецепт приготовления домашних маринадов с горчицей стал местным деликатесом. Домашние маринованные огурцы с горчицей, которые иногда называют «Леди Эшбернхем», «Леди Эшберн» или «Леди А», продаются в местных супермаркетах и на местных рынках. Обычно их едят на ужин в честь Дня благодарения и/или Рождества.
Среди других блюд приморской кухни — мясной пирог и донейр.

## Рестораны и пабы
Во многих ресторанах и пабах в Приморье могут подавать солонину с капустой, бекон с капустой, сосиски с пюре, рыбу с жареной картошкой, а также фирменные блюда Ньюфаундленда, такие как ужин "Джиггс".
В провинции работают множество небольших крафтовых пивоварен, а также флагманские морские пивоварни Alexander Keith’s в Новой Шотландии и Gahan на острове Принца Эдуарда.